# Smętarz dla zwierzaków (film 2019)
Smętarz dla zwierzaków (ang. Pet Sematary) – amerykański horror z 2019 roku w reżyserii Kevina Kölscha i Dennisa Widmyera, oparty na podstawie powieści z 1983 roku o tym samym tytule autorstwa Stephena Kinga. Wyprodukowany przez wytwórnię Paramount Pictures.
Premiera filmu odbyła się 5 kwietnia 2019 w Stanach Zjednoczonych. Miesiąc później, 3 maja, obraz trafił do kin na terenie Polski.

## Fabuła
Pochodzący z Chicago lekarz Louis Creed (Jason Clarke) dostaje posadę szefa centrum medycznego Uniwersytetu Maine. Mężczyzna przeprowadza się do miasteczka Ludlow niedaleko kampusu z żoną Rachel, dziećmi Ellie i Gage’em, oraz ukochanym kotem dziewczynki, Churchem. Sąsiad Jud (John Lithgow) ostrzega nowych lokatorów, że drogą rozdzielającą ich posesje przez całą dobę pędzą ciężarówki.
Wkrótce Creedowie odkrywają, że od ich domu prowadzi ścieżka do cmentarza dla zwierząt, gdzie dzieciaki zakopują głównie psy i koty rozjechane na drodze. Pewnego dnia Church również ginie, potrącony przez samochód. Za radą Juda Creed grzebie kota na dawnym cmentarzu Indian. Następnego dnia zwierzak wraca.

## Obsada
- Jason Clarke jako Louis Creed
- Amy Seimetz jako Rachel Creed (z domu Goldman)
- John Lithgow jako Jud Crandall
- Jeté Laurence jako Ellie Creed
- Hugo Lavoie i Lucas Lavoie jako Gage Creed
- Obssa Ahmed jako Victor Pascow
- Alyssa Brooke Levine jako Zelda Goldman
- Suzy Stingl jako Norma Crandall
- Maria Herrera jako Marcela

## Odbiór

### Zysk
Z dniem 28 kwietnia 2019 film Smętarz dla zwierzaków zarobił 52,7 milionów dolarów w Stanach Zjednoczonych i Kanadzie oraz 49,6 miliona dolarów w pozostałych państwach; łącznie 102,3 miliony dolarów w stosunku do budżetu produkcyjnego 21 milionów dolarów.

### Krytyka
Film Smętarz dla zwierzaków spotkał się z mieszaną reakcją krytyków. W serwisie Rotten Tomatoes 58% z dwustu trzydziestu pięciu recenzji filmu jest pozytywne (średnia ocen wyniosła 5,9 na 10). Na portalu Metacritic średnia ocen z 42 recenzji wyniosła 57 punktów na 100.